# Kari Byron
Kari Elizabeth Byron (18 de diciembre de 1974) es una presentadora de televisión estadounidense, conocida sobre todo por su trabajo en el programa de televisión MythBusters: los cazadores de mitos, de Discovery Channel, en el que formó parte, hasta 2014, del equipo de construcción integrado además por Tory Belleci y Grant Imahara, asistiendo a los presentadores Adam Savage y Jamie Hyneman a poner a prueba la veracidad de diversos mitos.

## Biografía
Byron nació en el Bay Area de California, y se licenció en cine y escultura por la Universidad Estatal de San Francisco en 1998. Pasó el año siguiente de mochilera, principalmente en el sur de Asia, y participó en varios proyectos artísticos. Kari Byron es aficionada a la escultura, y expuso su obra en septiembre de 2004 en la galería Anno Domini.
Byron fue miembro del reparto de MythBusters de 2004 a 2014. Junto con sus compañeros de reparto Tory Belleci y Grant Imahara, formó parte de lo que comúnmente se conoce como "The Build Team" o B Team. Este Build Team trabajó con Adam Savage y Jamie Hyneman para probar la verosimilitud de varios mitos durante su estancia en el programa. Ella y los demás también presentaron sus propios segmentos. Empezó a participar en el programa después de presentarse insistentemente en el taller de M5 Industries de Hyneman con el deseo de ser contratada por su empresa. A partir de la segunda temporada, ella y los demás miembros del Build Team tuvieron un papel más destacado. Al no tener una larga trayectoria en el mundo del espectáculo, a Byron al principio le costó actuar con naturalidad con esta posición más visible, pero poco a poco se fue acostumbrando.
Durante la segunda mitad de la temporada de 2009, Byron estuvo de baja por maternidad y fue sustituida temporalmente por Jessi Combs. De 2010 a 2011, Byron tuvo su propio programa, Head Rush, en el Science Channel, orientado a la educación científica y a los adolescentes.
Byron también ha presentado las ediciones de 2010 y 2011 de Large, Dangerous Rocket Ships para Science Channel. Ella y Belleci aparecieron como invitadas en el episodio del 3 de octubre de 2012 de la serie de Discovery Sons of Guns. Probaron algunas de las armas de la tienda Red Jacket y vieron cómo el personal volvía a poner a prueba un mito previamente desmentido por el Build Team: que un tanque de propano podía explotar si era alcanzado por una bala. Dejó el programa en 2014.
Byron y Belleci presentaron la cobertura de Punkin Chunkin en Science Channel de 2011 a 2014. En agosto del 2014, junto a Tory Belleci y Grant Imahara, abandonó MythBusters: los cazadores de mitos, para centrarse en otros proyectos. En 2015, Byron y Belleci presentaron Thrill Factor, un nuevo programa para Travel Channel.
Al recordar su época en MythBusters, afirma que estableció vínculos para toda la vida con el reparto y el equipo. En concreto, dijo: "He formado una familia con esta gente, me los llevo a todas partes".

### White Rabbit Project
Condujo junto a los antiguos cazadores de mitos, Tory Belleci y Grant Imahara (Fallecido el 13 de julio de 2020) el programa televisivo White Rabbit Project, que sigue una línea parecida a MythBusters: los cazadores de mitos, solo que en vez de centrarse en mitos urbanos este lo hace en mitos que se encuentran en Internet y aspectos insólitos de la historia y la cultura pop. Este programa fue estrenado el 9 de diciembre de 2016 por el servicio de streaming Netflix.

### Crash Test World
Byron durante el rodaje de Crash Test World en Hudson Yards (Manhattan). Byron es actualmente el presentador de la serie Crash Test World. La primera temporada de seis episodios se emitió en Science Channel a partir del 8 de enero de 2021.

### EXPLR Media
Byron es actualmente el cofundador de EXPLR Media, un servicio de streaming educativo. «Quiero que nuestra audiencia pueda mirar cada programa que hacemos y encontrar a alguien que se parezca a ellos.» (Byron).

### Shell
Byron empezó a hacer vídeos informativos para Shell plc en 2023.